# Luther Singh
Pour les articles homonymes, voir Singh.
Luther Singh, né le 5 août 1997 à Soweto, est un footballeur international sud-africain. Il évolue au poste d'attaquant à l'AEL Limassol.

## Carrière

### En club
Luther Singh commence le football en signant professionnel au GAIS en Suède lors de l'été 2015, après avoir été formé dans l'académie du club en Afrique du Sud.
En fin de contrat, il signe au SC Braga en janvier 2017. Mis à disposition de l'équipe réserve, il marque son premier but dès le 15 février 2017 lors d'un match contre le FC Vizela.

### En sélection
Avec les moins de 20 ans, il participe à la Coupe d'Afrique des nations junior en 2017. Lors de cette compétition, il inscrit un triplé contre le Cameroun, puis un but contre le Sénégal. L'Afrique du Sud se classe quatrième du tournoi, derrière la Guinée.
Singh est sélectionné en équipe d'Afrique du Sud pour la première fois en mars 2017 pour deux matchs amicaux contre la Guinée-Bissau et l'Angola. Non utilisé lors de la première rencontre, il honore sa première sélection contre les Angolais le 28 mars 2017.

## Statistiques
| Saison                | Club                  | Championnat           | Championnat | Championnat | Coupe(s) nationale(s) | Coupe(s) nationale(s) | Afrique du Sud | Afrique du Sud | Total | Total |
| Saison                | Club                  | Division              | M.          | B.          | M.                    | B.                    | M.             | B.             | M.    | B.    |
| 2015                  | GAIS                  | Superettan            | 8           | 2           | 3                     | 1                     | -              | -              | 11    | 3     |
| 2016                  | GAIS                  | Superettan            | 28          | 9           | 1                     | 0                     | -              | -              | 29    | 9     |
| Sous-total            | Sous-total            | Sous-total            | 36          | 11          | 4                     | 1                     | -              | -              | 40    | 12    |
| 2016-2017             | SC Braga rés.         | LigaPro               | 9           | 1           | -                     | -                     | 1              | 0              | 10    | 1     |
| Sous-total            | Sous-total            | Sous-total            | 9           | 1           | -                     | -                     | 1              | 0              | 10    | 1     |
| Total sur la carrière | Total sur la carrière | Total sur la carrière | 45          | 12          | 4                     | 1                     | 1              | 0              | 50    | 13    |

## Palmarès
Il est le meilleur buteur et fait partie de l'équipe-type de la Coupe d'Afrique des nations junior 2017 avec l'équipe d'Afrique du Sud des moins de 20 ans.